# Zinaida Portnowa
Zinaida Martynowna Portnowa (ros. Зинаида Мартыновна Портнова, ur. 20 lutego 1926 w Leningradzie, zm. w styczniu 1944 we wsi Goriany w obwodzie witebskim lub w Połocku) – radziecka partyzantka, Bohater Związku Radzieckiego (1958).

## Życiorys
Urodziła się w białoruskiej rodzinie robotniczej. Skończyła 7 klas, w 1942 wstąpiła do podziemnej organizacji młodzieżowo-komsomolskiej "Junyje Mstitieli" ("Młodzi Mściciele"), brała aktywny udział w rozprowadzaniu ulotek wśród mieszkańców okolicznych wsi w okolicy miejscowości Obol w rejonie szumilińskim. W 1943 wstąpiła do Komsomołu, w sierpniu 1943 została zwiadowcą oddziału partyzanckiego im. Woroszyłowa. Podczas powrotu z misji zwiadowczej została aresztowana. Podczas przesłuchania chwyciła pistolet przesłuchującego ją Niemca i zastrzeliła go oraz dwóch innych hitlerowców, po czym próbowała uciec, jednak została schwytana, a później bestialsko zamęczona. Pośmiertnie, uchwałą Prezydium Rady Najwyższej ZSRR z 1 lipca 1958 została uhonorowana tytułem Bohatera Związku Radzieckiego i Orderem Lenina. Jej imieniem nazwano wiele drużyn pionierskich, szkołę i ulicę w Leningradzie. W Mińsku ustawiono jej popiersie, a w Obolu obelisk.